# Bullas (vino)
Bullas es una denominación de origen (DO) cuya zona de producción se encuentra situada en el Noroeste de la provincia de Murcia (España). La componen terrenos ubicados en los municipios de Bullas, Calasparra, Caravaca de la Cruz, Cehegín, Lorca, Moratalla, Mula, Pliego, Ricote, Cieza y Totana, teniendo como centro de la denominación, la localidad de Bullas. 
Obtuvo la calificación de denominación de origen en el año 1994. Su registro ante la Unión Europea como DOP data del 20 de junio de 1992. También cuenta con registro ante la Organización Mundial de la Propiedad Intelectual desde 22 de junio de 2021.

## El entorno
La altitud media de los viñedos es de 400 a 900 metros sobre el nivel del mar, el clima es mediterráneo y las precipitaciones tienen una media anual de 450 mm.

## Características de los vinos
- Vinos tintos, de 12 a 14% (vol).
- Vinos rosados, de 11 a 12,5% (vol).
- Vinos blancos, de 10 a 12,5% (vol).

## Uvas
- Cabernet Sauvignon
- Merlot
- Syrah
- Tempranillo
- Garnacha
- Monastrell
- Macabeo
- Airén

## Añadas
- 1994 Muy Buena
- 1995 Muy Buena
- 1996 Muy Buena
- 1997 Muy Buena
- 1998 Excelente
- 1999 Muy Buena
- 2000 Muy Buena
- 2001 Muy Buena
- 2002 Buena
- 2003 Buena
- 2004 Muy Buena
- 2005 Muy Buena
- 2006 Muy Buena
- 2007 Muy Buena
- 2008 Muy Buena
- 2009 Muy Buena

## Bodegas
- Cooperativa Nuestra Señora del Rosario
- Bodega Balcona
- Bodega Madroñal
- Bodega Carrascalejo
- Cooperativa San Isidro
- Bodega Los Ceperos
- Bodega Q & M. Mundo Enológico
- Bodega Carreño
- Bodega Tercia de Ulea
- Bodega Monastrell
- Bodega Molino y Lagares de Bullas
- Bodegas Contreras
- Bodegas Begastri
- Bodega La del Terreno/Julia Casado